# Kjekt å ha
Kjekt å ha är ett musikalbum med Øystein Sunde. Albumet spelades in i Nashville och i Oslo våren 1989 och lanserades samma år av Musikkproduksjon A/S. Spinner Records (Øystein Sundes skivbolag) återutgav albumet 1992 och 2003.

## Låtlista
Sida 1
1. "Smi mens liket er varmt" – 2:44
2. "Kjekt å ha" – 4:25
3. "Gammalosten" (Trad.) – 3:22
4. "Czardas" (Vittorio Monti, instrumental) – 3:56
5. "Da jeg var en liten gutt" – 3:05
6. "Campingvogna" – 3:03

Sida 2
1. "Skal det være noe mer før vi stenger" – 3:26
2. "Anne Knutsdotter" (Claus Pavels Riis) – 3:50
3. "Radiator rag" – 3:12
4. "Herr og fru Strert" – 3:47
5. "Lofthusen" (Per Hjort Albertsen) – 3:05
6. "Mr. Tiltakslysten" – 3:21

- Alla låtar skrivna av Øystein Sunde där inget annat anges.
- Norska texter av Øystein Sunde.

## Medverkande
Musiker
- Øystein Sunde – sång, akustisk gitarr, körsång
- Jonas Fjeld – rytmgitarr, körsång (på "Kjekt å ha")
- Ray Flacke – elektrisk gitarr
- Einar Mjølsnes – hardingfela
- Mark O'Connor – fiol, mandolin
- Jerry Douglas – dobro
- Bruce Bouton – steelgitarr
- Béla Fleck – banjo
- Roy Huskey jr. – kontrabas
- Kenny Malone – trummor
- Olaf Kamfjord – kontrabas (på "Campingvogna")
- Per Hillestad – trummor (på "Campingvogna")
- Kirsten Bråten Berg – vokal (på "Anne Knutsdotter")
- Hege Schøyen, Kari Iveland – kör (på "Smi mens liket er varmt")
- Gunnar Andersen, Audun Tylden – kör (på "Kjekt å ha")
- Jens Petter Antonsen – trumpet (på "Smi mens liket er varmt")
- Morten Halle – saxofon (på "Smi mens liket er varmt"), arrangement
- Torbjørn Sunde – trombon (på "Smi mens liket er varmt")

Produktion
- Øystein Sunde – musikproducent, foto
- Jonas Fjeld – musikproducent
- Jim Rooney – musikproducent
- Per Sveinson, Rich Adler – ljudtekniker
- Ola Johansen – mastering
- Arve Strømsæther – foto
- Håkon Skau – omslagskonst